# Mutagen
Un mutagen en genètica,terme derivat del llatí que literalment significa origen del canvi, és un agent físic o químic que canvia el material genètic, normalment l'ADN, d'un organisme i això incrementa la freqüència de la mutació per sobre del nivell de fons natural. Com que moltes mutacions causen càncer el mutagen típicament és també carcinogen. No totes les mutacions són causades per mutàgens: les anomenades mutacions espontànies ocorren deguts a errors en l'ADN en la seva replicació, reparació i recombinació genètica.

## Efectes de les mutacions
Els canvis en les seqüències d'àcids nucleics per les mutacions inclouen la substitució en els parells de bases dels nucleòtids i insercons i esborraments d'un o més nucleòtids en les seqüències d'ADN. Encara que algunes d'aquestes mutacions són letals, o cause greus malalties, moltes tenen efectes menors. Moltes mutacions no tenen efectes visibles. En rares ocasions poden tener efectes beneficiosos, com la resistència amalaties i poden provocar un canvi evolutiu en una població.

## Naturalesa dels mutàgens
Els mutàgens són normalment compostos químics o radiació ionitzant. Es poden dividir en categories segons el seu efecte en la duplicació de l'ADN:
- Alguns mutàgens actuen com anàlegs de base i s'insereixen en la banda d'ADN durant la replicació en lloc dels nucleòtids.
- Alguns reaccionen amb l'ADN i causen canvis estructurals.
- Alguns treballen indirectament fent sintetitzar, a les cèl·lules, productes químics que són els que tenen efectes mutagènics directes.

El test d'Ames és un mètode per determinar com és de mutagènic un agent.

## Exemples
- Radiació ionitzant, per exemple raigs X, raigs gamma i partícules alfa
- Ultraviolada
- Transposó
- Alcaloide
- Bromur
- Benzè